# Verwaltungsbezirk Oldenburg
| Verwaltungsbezirk Oldenburg | Verwaltungsbezirk Oldenburg |
| --------------------------- | --------------------------- |
| Bestandszeitraum            | 1946–1978                   |
| Zugehörigkeit               | Niedersachsen               |
| Sitz                        | Oldenburg (Oldenburg)       |
| Fläche                      | 5507 km² (1977)             |
| Einwohner                   | 874.600 (1977)              |
| Bevölkerungsdichte          | 159 Einw./km² (1977)        |
|                             |                             |

Der Verwaltungsbezirk Oldenburg war einer von sechs Regierungsbezirken und zwei Verwaltungsbezirken, die bei der Bildung des Landes Niedersachsen 1946 eingerichtet worden waren. Sein Gebiet umfasste im Wesentlichen das bis 1946 selbstständige Land Oldenburg in den Grenzen des Groß-Hamburg-Gesetzes von 1937.
Geleitet wurde der Verwaltungsbezirk durch eine Behörde mit der Bezeichnung Der Präsident des Niedersächsischen Verwaltungsbezirks Oldenburg, die ihren Sitz im Gebäude des früheren oldenburgischen Staatsministeriums hatte. Den beiden durch Erlass des niedersächsischen Ministerpräsidenten Hinrich Wilhelm Kopf vom 23. November 1946 errichteten Behörden der Präsidenten der Verwaltungsbezirke Braunschweig und Oldenburg kamen erheblich weiter reichende Kompetenzen als den Regierungspräsidenten zu, die sich aus der früheren Stellung Braunschweigs und Oldenburgs als selbständige Länder ergaben.
Im Jahr 1978 ging der Verwaltungsbezirk im neuen Regierungsbezirk Weser-Ems auf.

## Verwaltungsgliederung
Der Verwaltungsbezirk war in die drei kreisfreien Städte 
- Delmenhorst,
- Oldenburg (Oldenburg) und
- Wilhelmshaven

sowie in die sechs Landkreise 
- Ammerland,

- Cloppenburg,
- Friesland,
- Oldenburg,

- Vechta und
- Wesermarsch gegliedert.

In den 1970er-Jahren kam es zu mehreren Änderungen der Außengrenzen des Verwaltungsbezirks. 1972 wurde zunächst die Gemeinde Gödens aus dem Landkreis Wittmund (Regierungsbezirk Aurich) nach Sande im Landkreis Friesland eingemeindet.
1974 wurde Landwürden aus dem Landkreis Wesermarsch nach Loxstedt im Landkreis Wesermünde (Regierungsbezirk Stade) eingemeindet. Der Landkreis Oldenburg gab die Gemeinde Stuhr an den Landkreis Grafschaft Hoya (Regierungsbezirk Hannover) ab.  Gehlenberg und Neuvrees aus dem Landkreis Aschendorf-Hümmling (Regierungsbezirk Osnabrück) wurden nach Friesoythe und Wachtum aus dem Landkreis Meppen wurde nach Löningen im Landkreis Cloppenburg eingemeindet. Gleichzeitig wurden Vörden, Hinnenkamp und Hörsten aus dem Landkreis Osnabrück nach Neuenkirchen im Landkreis Vechta eingemeindet. 
1977 wurde der Landkreis Friesland aufgelöst. Bockhorn, Zetel und Varel wurden in den Landkreis Ammerland eingegliedert. Jever, Sande, Schortens, Wangerland und Wangerooge wurden mit den Gemeinden des aufgelösten Landkreises Wittmund zu einem neuen Landkreis Friesland zusammengefasst, dessen Kreisstadt Wittmund wurde und der zum Regierungsbezirk Aurich gehörte. Gleichzeitig kam die Samtgemeinde Harpstedt aus dem aufgelösten Landkreis Grafschaft Hoya zum Landkreis Oldenburg.
Der Verwaltungsbezirk Oldenburg wurde am 1. Februar 1978 (mit Inkrafttreten des "8. Gesetzes zur Verwaltungs- und Gebietsreform" vom 28. Juni 1977 (Nds. GVBl. S. 233)) aufgelöst; er ging im neuen Regierungsbezirk Weser-Ems auf.  
Zum 1. Januar 1980 wurden die Landkreise Ammerland, Friesland und Wittmund nach einer Entscheidung des Niedersächsischen Staatsgerichtshofs in ihrer alten Form wiederhergestellt.

### Polizeiwesen
Mit der Gründung der Landespolizei Niedersachsen 1951 endete das bis dahin auf Verwaltungs- bzw. Regierungsbezirksebene organisierte Polizeiwesen. Dem Kommandeur der Schutzpolizei in Oldenburg unterstanden 1962 die Polizeiabschnitte Stadt Oldenburg, Stadt Wilhelmshaven und Stadt Delmenhorst sowie die Polizeiabschnitte in den Landkreisen Friesland, Ammerland, Cloppenburg, Oldenburg, Wesermarsch und Vechta sowie die motorisierte Verkehrsbereitschaft. Die Gesamtstärke betrug zu diesem Zeitpunkt 862 Beamte, die auf 96 Polizeistationen verteilt waren.(Klein, S. 58f.)

## Präsidenten
Präsidenten des Verwaltungsbezirks Oldenburg waren
- 1946–1953 August Wegmann
- 1953–1955 Ekhard Koch
- 1955–1965 Robert Dannemann
- 1965–1973 Eduard Haßkamp
- 1973–1976 Horst Milde
- 1976–1978 Joseph Schweer